# Rio Corrente (vattendrag i Brasilien, Goiás, lat -19,31, long -50,84)
Rio Corrente är ett vattendrag i Brasilien.   Det ligger i delstaten Goiás, i den södra delen av landet, 500 km sydväst om huvudstaden Brasília.
Omgivningen kring Rio Corrente är en mosaik av jordbruksmark och naturlig växtlighet. Området är mycket glesbefolkat, med 4 invånare per kvadratkilometer.